# Mora (cantant)
Gabriel Armando Mora Quintero (San Juan, Puerto Rico, 18 d'abril de 1996), més conegut simplement com a Mora, és un cantant, compositor i productor de música urbana. El febrer de 2021 va publicar el seu primer treball discogràfic Primer día de clases amb el segell discogràfic Rimas Entertainment.
Mora va començar a estrenar cançons a SoundCloud l'any 2017.
Mora va estar involucrat en la composició i producció de dues cançons del segon àlbum de Bad Bunny YHLQMDLG (La difícil i Soliá). També va aparèixer com a artista convidat en una de les cançons del disc, Una vez, cosa que va ajudar a donar-li visibilitat com a artista. Mora va participar en la composició de diverses cançons del disc KG0516 de Karol G (El Makinon, DVD, El Barco). També és l'autor de Nena buena, intèrpretada per Ozuna i Anuel AA en el seu disc conjunt Los dioses.

## Àlbums
La primavera del 2020, Mora va anunciar que tenia la intenció de publicar el seu primer treball discogràfic com a cantant, que es diria Primer día de clases i que seria un EP. A principis d'Abril, Mora va estrenar la versió original i en solitari del senzill Pégate i el 8 de maig va presentar una altra cançó anomenada, No Digas Nada, en col·laboració amb Farruko. El 15 d'octubre Mora va publicar el remix de Pégate, que comptava amb la participació de Jhay Cortez. L'últim avançament del disc va ser Cuando Será, amb Lunay, que va sortir el dia abans de l'estrena de l'àlbum complet.
El 5 de febrer de 2021, Mora va publicar el seu àlbum Primer día de clases. Inclou 16 cançons, entre les quals hi havia el remix de Pégate, ¿Cuándo será? i No digas nada. La cançó que més va destacar a nivell comercial dins el disc va ser 512, amb Jhay Cortez, que es va convertir en el primer senzill de Mora com a artista principal en superar els 100 milions de reproduccions a Spotify. El 15 d'abril en va estrenar el videoclip oficial.
El 8 de juliol, Mora va col·laborar amb Sech i Bad Bunny en el remix de Volando. Aquest remix va convertir-se en el primer senzill de Mora que va aconseguir entrar dins el Hot 100 de Billboard, a la posició 89.
El 26 de març del 2022, Mora va anunciar el llançament del seu segon àlbum Microdosis. Dos dies després va compartir la llista cançons que apareixerien al disc. Finalment, Microdosis va sortir el dia 1 d'abril.
El 28 d'agost de 2023 va sortir Estrella, el seu quart disc d'estudi.
El 18 de maig de 2025 va sortir LO MISMO DE SIEMPRE, el seu cinquè disc d'estudi, format per 17 cançons, col·laborant amb Jory Boy, C. Tangana, De La Rose, Ryan Castro, Omar Courtz, Sech i Young Miko

## Discografia

### Àlbums d'estudi
- 2021: Primer Día de Clases
- 2022: MICRODOSIS
- 2022: PARAÍSO
- 2023: ESTRELLA
- 2025: LO MISMO DE SIEMPRE